# Gaspar Gonçalves (ciclista)
Gaspar Filipe Cardoso Gonçalves (nascido em 24 de maio de 1995 em Lamego) é um ciclista português, membro da equipa Miranda-Mortágua. ele e filho do antigo ciclista Gaspar Lopes Gonçalves

## Biografia
Durante a temporada de 2016, Gaspar Gonçalves resulta Campeão de Portugal do contrarrelógio esperanças. Em julho, classifica-se segundo na Volta a Portugal do Futuro. Dois mêses mais tarde, consegue a primeira etapa da Volta à Província de Valência e apodera-se assim do primeiro maillot de líder.

## Palmarés
- 2011
  -  Campeão de Portugal da contrarrelógio cadetes
- 2013
  - 3.º do Campeonato de Portugal da contrarrelógio juniores
- 2015
  - 2.º do Campeonato de Portugal da contrarrelógio esperanças
- 2016
  -  Campeão de Portugal da contrarrelógio esperanças
    - 1.ª etapa da Volta à Província de Valência

  - 2.º da Volta a Portugal do Futuro
- 2017
  - Tour das Terras de Santa Maria da Feira :
    - Classificação geral
      - 2.ºa etapa (contrarrelógio)

  - 2.º do Campeonato de Portugal da contrarrelógio esperanças
  - 3.º da Volta a Portugal do Futuro

## Classificações mundiais
| Ano             | 2016   | 2017  | 2018  |
| UCI Europe Tour | 966.º. | 1 084 | 1 622 |